# Hilarion de Liedekerke-Beaufort
Pour les articles homonymes, voir Liedekerke-Beaufort.
Pour les autres membres de la famille, voir Maison de Liedekerke.
Le comte Marie Ferdinand Hilarion de Liedekerke-Beaufort, prince de Gavre, né à Fontaine (Grâce-Hollogne) le 17 juin 1762 et mort le 12 octobre 1841, est un militaire et homme politique. 

## Biographie
Il est le frère de Charles Alexandre de Liedekerke-Beaufort et le grand-père de Hadelin de Liedekerke-Beaufort.
Il est page du comte de Provence, colonel du Régiment Royal-Liégeois, inspecteur des eaux et forêts des Pays-Bas autrichiens en 1794, opperhofmaarschalk de 1817 à 1830 et membre de la première Chambre des États généraux de 1822 à 1830.

## Sources
- (nl) Sa fiche sur parlement.com